# Boiseries d'après les « Métamorphoses » de Bernard Salomon
Boiseries d'après la Métamorphose d'Ovide figurée de Bernard Salomon est un ensemble de boiseries peintes au XVIIe siècle. Il est composé de 35 panneaux octogonaux et 26 panneaux rectangulaires. L'œuvre est en noyer et en sapin peint et doré. Chaque panneau a une hauteur de 65,5 cm et une largeur de 32 cm.
Il est conservé au musée des Tissus et des Arts décoratifs de Lyon et a été exposé en 2015 au musée des Beaux-Arts de la même ville, dans le cadre de l'exposition temporaire Lyon Renaissance. Arts et humanisme.
Les panneaux représentent des scènes provenant de la Métamorphose d'Ovide figurée publiée en 1557 à Lyon. L’illustrateur de cet ouvrage est Bernard Salomon. Les scènes des boiseries semblent cependant être plus proches d'illustrations d'autres versions des Métamorphoses, plus récentes, comme celles illustrées par Antonio Tempesta ou Virgil Solis.

## Galerie de photographies

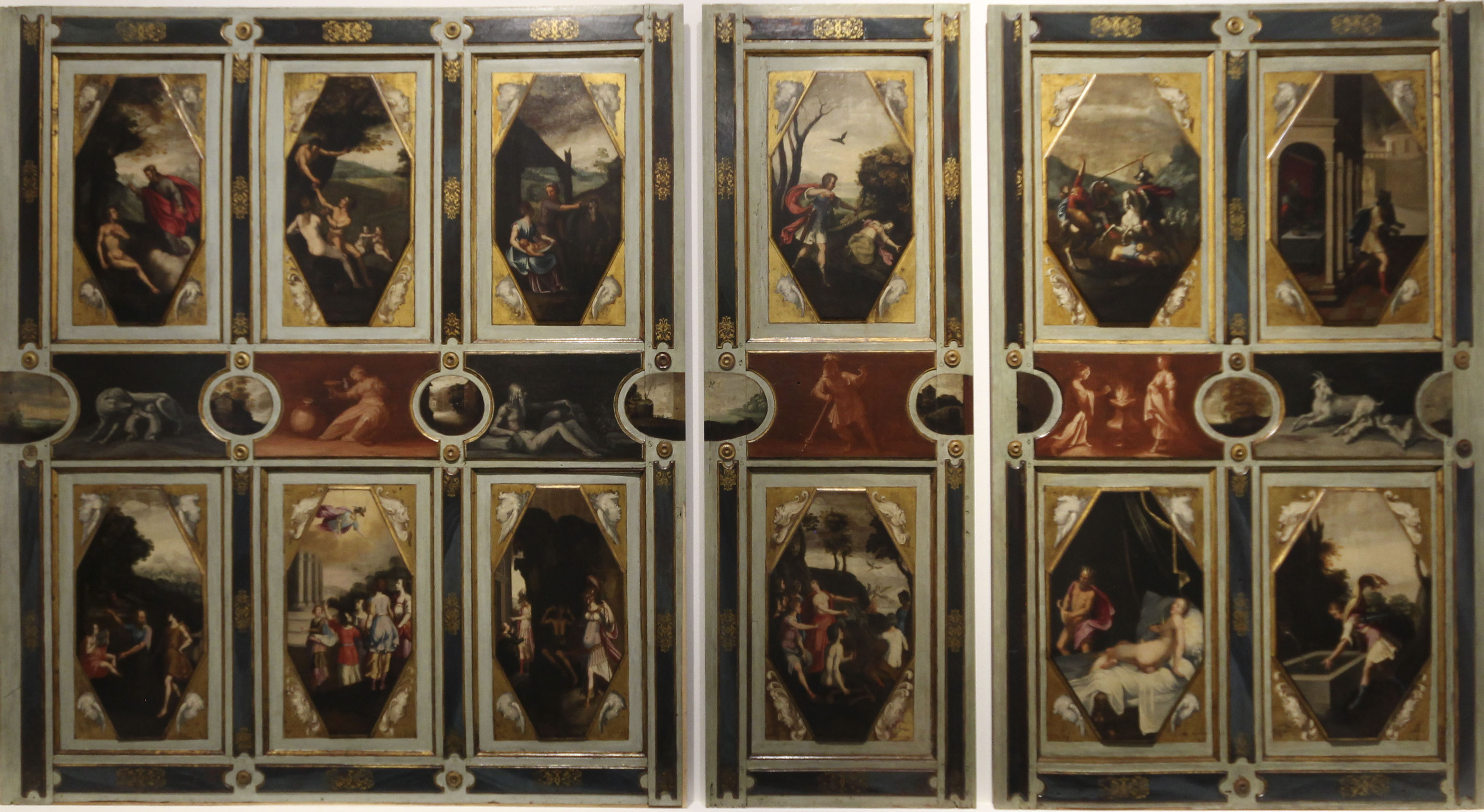
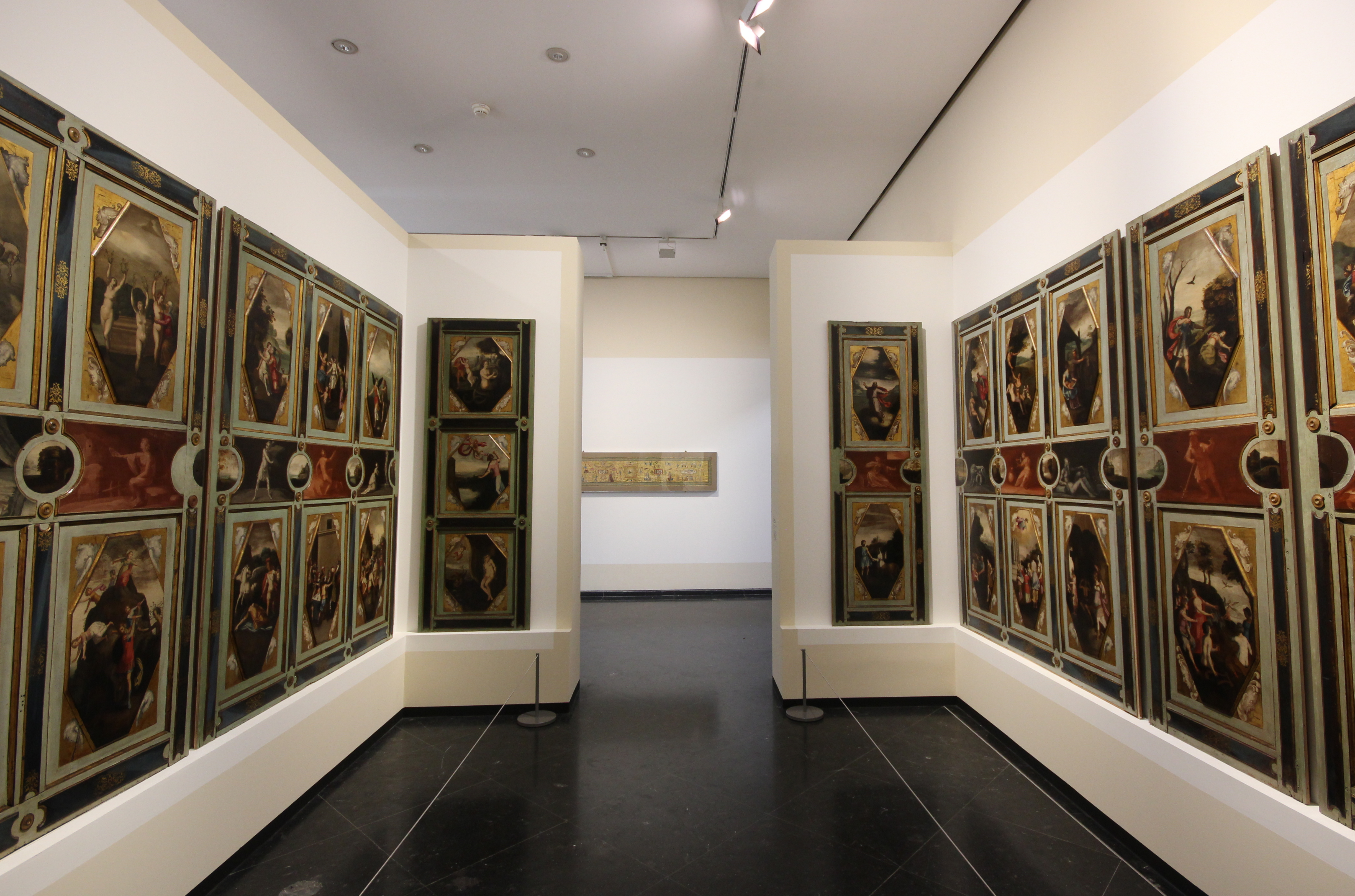
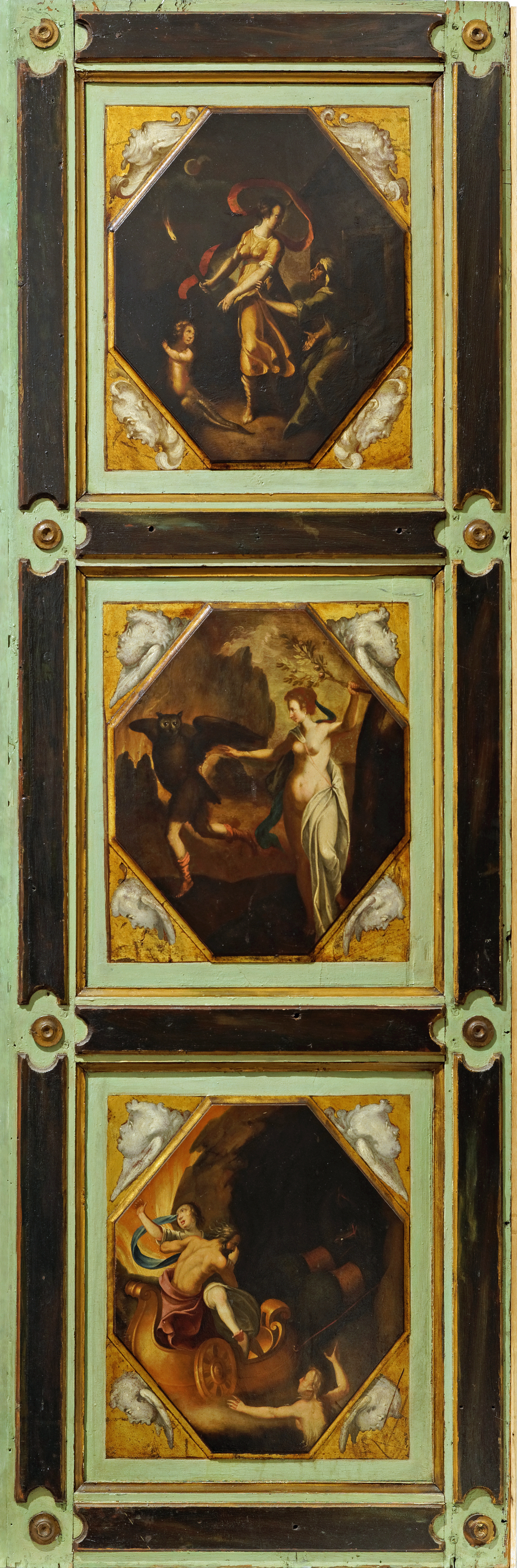
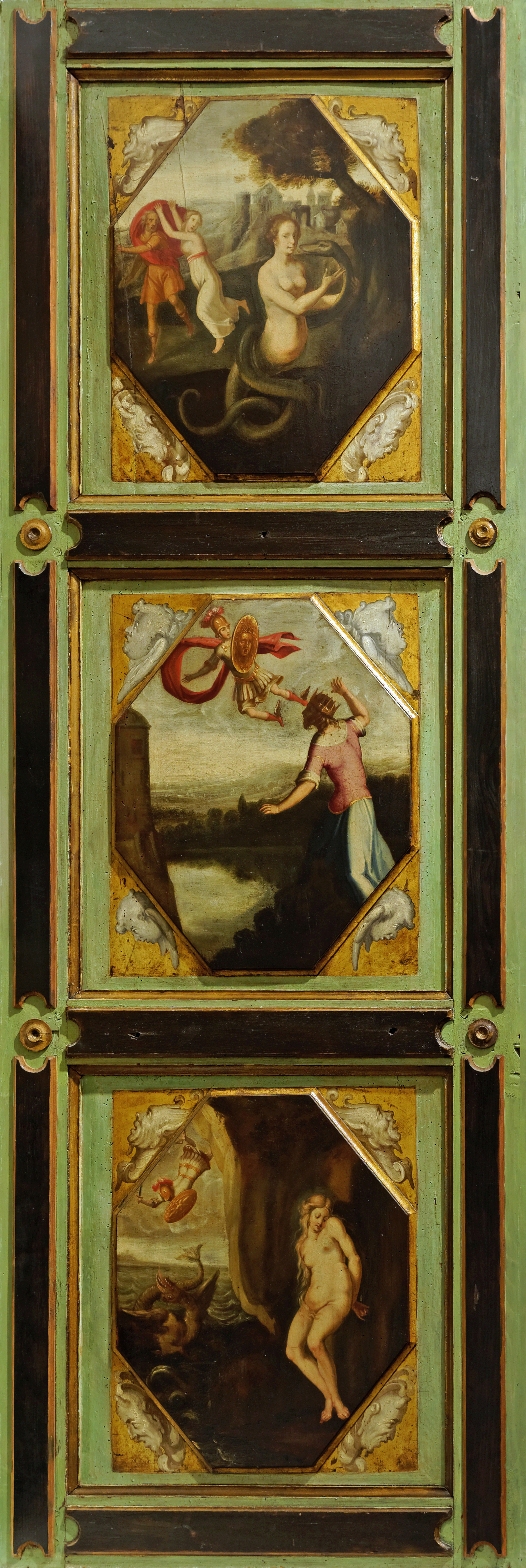
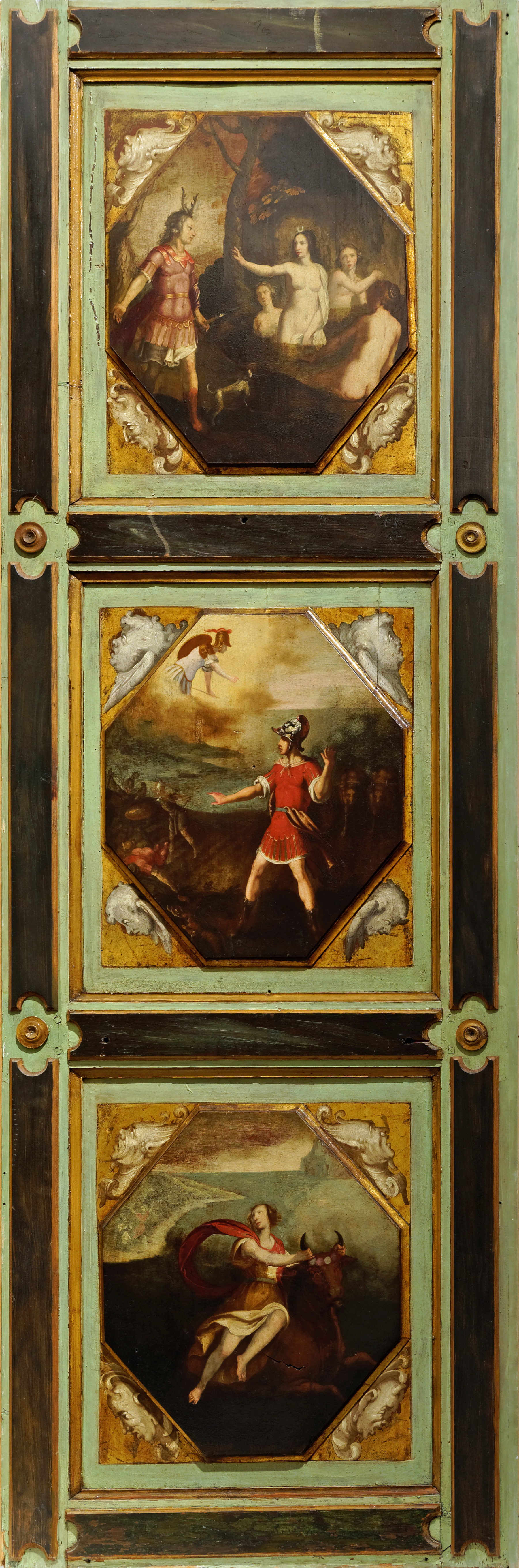